# آزمون ترموگرافی
آزمون ترموگرافی (به انگلیسی: Thermographic inspection) یکی از این روش‌های مراقبت وضعیت و پیش‌بینی عیوب ماشین آلات مکانیکی و الکتریکی می‌باشد زیرا عملکرد هر دستگاه همواره با انتشار گرما همراه است و معمولاً هر ایراد مکانیکی و الکتریکی در تجهیزات با افزایش یا کاهش دما بروز می‌نماید. گرمای منتشر شده از سطح بیرونی اجسام به صورت تشعشعات مادون قرمز که توسط چشم انسان قابل رویت نیستند آزاد می‌گردد. اما این تشعشات را می‌توان از طریق دوربین‌های ترموگرافی که پیشرفته‌ترین و کامل‌ترین تجهیزات در زمینه آنالیز حرارتی محسوب می‌شوند، مشاهده نمود.
از آنالیزهای حرارتی می‌توان جهت شناسائی و تشخیص عیوبی مانند اتصالات الکتریکی نامناسب، شل بودن قطعات و تجهیزات، تغییرات متالورژی، بار بیش از حد، خنک کاری نامناسب، ولتاژ نامناسب، اتصال و رسانائی نامناسب، کثیف بودن تجهیزات، وجود آلودگی محیطی، اکسیده شدن اتصالات، ظرفیت نامناسب، خوردگی و فرسایش خارجی، عدم هم محوری و ارتعاشات بیش از حد و بسیاری عیوب دیگر را که در نهایت باعث معیوب شدن قطعات و تجهیزات می‌گردند، استفاده نمود.

## دمانگاری(ترموگرافی) و کاربرد آن در صنعت
ترموگرافی کاربردهای فراوانی دارد اما یکی از پر طرفدارترین کاربردهای آن استفاده به عنوان یک تکنیک پایش وضعیت در تشخیص زود هنگام عیوب تجهیزات مختلف است گروهی معتقد هستند که این روش برای تشخیص عیب کاربرد دارد و نه تشخیص علت آن اما تجارب نگارنده اثبات‌کنندهٔ این مدعا است که در صورت به‌کارگیری صحیح روش ترموگرافی می‌توان علل عیوب را نیز کشف کرد. اصول کار این روش ساده است و بر این اساس بنیانگزاری شده‌است که اجزاء یک سیستم، هنگامی که به طرز صحیح کار نکنند، باعث افزایش دما می‌شوند. افزایش دما در یک مدار الکتریکی می‌تواند ناشی از اتصالات ناصحیح با مقاومت بالا باشد. قطعی مدار نیز می‌تواند به صورت نقاط سرد ناشی از عدم جریان در مدار ظاهر شود. توزیع دما در سطح تجهیزات مکانیکی نیز وقتی این تجهیزات در شرایط ایده‌آل کار می‌کنند دارای امضای حرارتی خاص است که با تغییر آن می‌توان به وجود عیب در تجهیز مظنون شد. نوع الگوی حرارتی در صورت تفسیر درست حتی می‌تواند نوع و علت عیب را مشخص کند. یک روش ساده این است که اندازه‌گیری توزیع دما در سطح ماشین آلات در حین کار انجام شود و با توزیع دمایی آن ماشین در حالت کارکرد سالم (که از مستندات و کاتالوگ‌های مربوط به ماشین یا از روی تجربه بدست می‌آید) به وجود عیب پی برد. جدیدترین ابزارهای ترموگرافی مورد استفاده در بازرسی ماشین آلات و تجهیزات حین کار دماسنج‌های مادون قرمز و دوربین‌های مادون قرمز که مکانیزم عملکرد هر دو استفاده از طیف مادون قرمز گسیل شده از جسم هدف برای اندازه‌گیری دمای سطح آن جسم می‌باشد. با استفاده از این ابزارها، نیازی به تماس فیزیکی با ماشین نیست و می‌توان اندازه‌گیری‌ها را در شرایط کامل عملیاتی انجام داد و از کاهش تولید یا از کار افتادن دستگاه‌ها جلوگیری نمود. درگذشته نه چندان دور از دماسنج‌های مادون قرمز که به خاطر داشتن یک پوینتر لیزر به ترمومتر لیزری نیز معروف بودنذ برای این اندازه‌گیری‌ها استفاده می‌شد. امروزه خرید یک دوربین ترموگرافی با توجه به مزایای بسیار آن اقتصادی است.

### دما سنج‌های مادون قرمز(Infrared Thermometers)
ازاین ابزار با توجه به کار آیی عمومی آن، در صنایع مختلف و در زمینه‌های مختلف استفاده می‌شود ویکی از کاربردهای آن در بازرسی فنی ماشین آلات است. از جمله کاربردهای دیگر این وسیله عبارتند از:
-اندازه‌گیری دمای قطعات در حین فرآیندهایی مثل فورج واکستروژن (برای قطعات حساس) وکنترل این فرایندها
-اندازه‌گیری دمای قطعات داخل کوره
-اندازه‌گیری دمای ذوب و…
یکی از مشخصات فنی مهم این ابزار، «میدان دید» آن است. میدان دید از اهمیت ویژه‌ای در صحت و دقت اندازه‌گیری برخوردار است. درجه حرارتی که ترمومترغیر تماسی به نمایش می‌گذارد، از تبدیل انرژی مادون قرمزی که ترمومتر دریافت می‌کند، بدست می‌آید؛ لذا این درجه حرارت متوسط درجه حرارت هر آن چیزی است که در میدان دید ترمومتر قرار دارد. این یک نکته مهم است که توسط بسیاری از کاربران این نوع تجهیزات مورد توجه قرار نمی‌گیرد. بسیار دیده شده که شخصی با در دست داشتن یک ترمومتر لیزری یا مادون قرمز مقره‌ای را در فاصله دور نشانه روی کرده و به استناد این که پوینتر لیزر روی آن قرار دارد نسبت به قرائت و ثبت عدد دمای مقره اقدام می‌کند. در این حالت بازرس بیش از ۹۰٪ دمای آسمان را که منفی است ثبت می‌کند و لذا عیبی مشاهده نمی‌شود. اصولاً در استفاده از این نوع از تجهیزات باید تمامی نواحی سوژه مورد نظر که دمای آن باید اندازه‌گیری شود میدان دید دماسنج یا ترمومتر راپر کند در غیر این صورت نتایج به یقین غلط است. برای پر شدن میدان دید با توجه به زاویه داده شده در بروشور این دماسنج‌ها باید فاصله را محاسبه و اندازه‌گیری در فاصله‌ای کمتر از آن آنجا شود. در مقالات بعدی اعضای محترم وب سایت ترموگرافی ایران خواهند دید که این عدم دقت چه هزینه‌های سنگینی را در پی خواهد داشت. به عنوان یک مثال عملی یک ترمومتر EXTECH در فاصله ۶ اینچی می‌توانند یک هدف با قطر ۱ اینچ را اندازه‌گیری کند. این به آن معنی است که اگر هدف شما قطری کمتر از ۲٫۵۴ سانتیمتر داشته باشد شما باید حداکثر فاصله ۱۵٫۵ سانتیمتر از هدف را داشته باشید و اگر فاصله را بیشتر کنید خطای اندازه‌گیری به شدت افزایش خواهد یافت. همین نکته کاربرد و اهمیت انتخاب صحیح ابزار اندازه‌گیری دمای از راه دور را نشان می‌دهد. ضریب تابش عامل دیگری است که باید مورد توجه ویژه قرار گیرد.
دقت کنید بیم لیزری که روی این تجهیزات دیده می‌شود تنها یک وسیله هدف یابی است که اگر درست تنظیم شده باشد (باید این را هم چک کنید) درست وسط مساحتی که در فاصله معین میدان دید را پر می‌کند را هدف گرفته‌است. برخی به اشتباه فکر می‌کنند که روش اندازه‌گیری این سیستم‌ها ارسال یک تابش لیزر به سمت هدف و اندازه‌گیری بازتاب آن است که این تصور غلط است همان‌طور که اشاره شده این بیم لیزر تنها یک هدف یاب است و تأثیری در اندازه‌گیری دما ندارد. در هنگام خرید ترمومترهای لیزری باید به محدوده دمایی و دقت آن نیز توجه کرد که از حوصله این مقاله خارج است.

### دوربین‌های مادون قرمز(Infrared cameras)
این وسیله مفید و کارآمد تجهیزی است که انرژی حرارتی منتشر شده از اجسام را جمع‌آوری و آن را به یک تصویر رنگی با کیفیت تبدیل می‌کند. معمولاً این تصاویر قابل انتقال به کامپیوتر بوده و توسط نرم‌افزارهای خاص امکان انجام برخی تحلیل‌ها بر روی آن‌ها وجود دارد. اجزای معمول در یک دوربین ترموگرافی به شرح زی است:
- واحد اسکنر، شامل یک آیینه دوار، لنز، فیلترها، قسمت آشکارساز و …
- واحد پردازش
- واحد کنترل
- صفحه نمایش
- باتری، پورت خروجی و …
یکی از نکات مهمی که رعایت آن برای دستیابی دمای واقعی در دماسنج‌های مادون قرمز و توزیع دمایی صحیح در عکس‌های بدست آمده از دوربین‌های مادون قرمز، اهمیت زیادی دارد، تنظیم صحیح پارامتر ضریب تابش سطح مورد اندازه‌گیری است.

#### ضریب تابش (Emissivity Factor)
یکی ز نکات مهمی که رعایت آن برای دستیابی به دمای واقعی در ترمومترهای مادون قرمز، اهمیت زیادی دارد، تنظیم صحیح پارامتر ضریب تابش سطح مورد اندازه‌گیری است. ضریب تابش (Emissivity factor) مربوط به یک جسم عبارتند از، نسبت توان تابشی گسیل شده توسط آن جسم در دمای مورد نظر به تابش جسم سیاه ایده‌آل در همان دما که عددی کوچکتر از یک است. این ضریب به کیفیت جسم و پارامترهای سطح بستگی دارد. ممکن است مواد مختلف با ضریب تابش‌های مختلف در یک محیط کنارهم باشند که بازرسی ترموگرافی باید این مسئله را مدنظر قرار دهد این بدان معنی است که با یک ضریب تابش نمی‌توان عدد صحیح دمای تمامی تجهیزات را به دست آورد. چنانچه در تصویری که می‌خواهیم تهیه کنیم، چند جسم با ضریب صدور متفاوت وجود داشتبرای انجام یک تصویر برداری گرمایی موفق، استفاده از یک پوشش مثل رنگ کدریا نوار چسب‌های کدر برای کلیه این اجسام می‌تواند راه حلی عملی باشد. درغیر این صورت چون معمولاًدر این تجهیزات امکان تنظیم ضریب تابش وجود دارد، می‌توان برای دستیابی به توزیع دمایی واقعی تر، ضریب تابش سطح هدف را به تجهیز معرفی نمود.

#### ترموگرافی و بازرسی تجهیزات الکتریکی
معمولاً کاربرد ترموگرافی در بازرسی تجهیزات الکتریکی به عنوان یکی ازکاربردهای اصلی این تجهیزات معرفی می‌شود. علت مشخص است افزایش دما در تجهیزات الکتریکی به خصوص در اتصالات نامطلوب بوده و با روش ترموگرافی قابل تشخیص است. معمولاً این گونه نقص‌ها در تصاویر حرارتی به صورت نقاط داغ دیده می‌شود. اغلبنقاط داغ در نتیجه افزایش مقاومت در یک مدار، بارگذاری بیش از حد یا عیب عایقها به وجودمی آید. به‌طور مثال اتصالات ناقص، اکسید یا خورده شده با افزایش مقاومت باعث ایجاد نقاط داغ می‌شوند.

#### ترموگرافی در بازرسی تجهیزات مکانیکی
وجود عیوبی مختلف مانند نامحوری، سایش بیش از حد، مشکل روانکاری و غیره می‌تواند باعث افزایش دمای ماشین آلات دوار مکانیکی شود. با توجه به الگوی حرارتی تشکیل شده می‌توان حتی به دقت در برخی موارد علت این افزایش حرارت را مشخص کرد یا حدس‌های خوبی را مطرح نمود که با کمک سایر روش‌های پایش وضعیت می‌تواند به عیب‌یابی تجهیز منجر شود. اندازه‌گیری دمای بدنه موتورهای الکتریکی و یاتاقان‌های آن و نیز تسممه نقاله‌ها یکی از پرکاربردترین کاربردهای ترموگرافی در تجهیزات مکانیکی است.

#### کاربرد ترموگرافی در بازرسی کوره‌ها و مواد نسوز
یکی دیگر از کاربردهای مهم گر مانگاری، استفاده آن در بازرسی کوره‌ها است. بررسی عایق بندی درزها، تلفات حرارتی و افت حرارت، بررسی توزیع داخل کوره با استفاده از دوربین‌های خاص، بررسی میزان افت گرما از راه دیواره و از همه مهم‌تر بررسی میزان خرابی و زوال آجرهای نسوز در کوره‌های خاص از جمله کاربردهای این روش است.

#### ترموگرافی پزشکی
دمای غیرطبیعی بدن یک شاخص طبیعی از بیماری است. ترموگرافی مادون قرمز روشی سریع، غیرتهاجمی، بدون تماس و منفعل برای نظارت بر درجه حرارت بدن انسان می‌باشد. علاوه بر این، ترموگرافی می‌تواند نقشه درجه حرارت سطح بدن را از راه دور ارائه نماید. در ده‌های اخیر تحقیقات وسیعی برای افزایش استفاده از دوربین‌های حرارتی و به دست آوردن ارتباط نزدیک بین فیزیولوژی حرارتی و دمای پوست انجام شده‌است. ترموگرافی با موفقیت در تشخیص سرطان پستان، و بیماری‌های مرتبط با پاتولوژی خون (آرتریو اسکلروز، بیماری عروق محیطی، ترومبوزهای وریدی، اثرات وازوکنستریکتورها از قبیل نیکوتین) – پاتولوژی مفاصل و استخوان‌ها و مخصوصاً پاتولوژی تومورال همچنین نوزادان استفاده می‌شود.

#### پنجره مادون قرمز
در سال‌های اخیر پنجره‌های مادون قرمز به دلیل اینکه مزایای بسیاری در هنگام اجرای بازرسی‌های ولتاژ بالا یا تجهیزات با ریسک آرک الکتریکی به وجود آورده‌اند بسیار مرسوم شده‌اند. استفاده از پنجره مادون قرمز بازرسی ترموگرافی را تجهیزات الکتریکی را با توجه به بسته نگاه داشتن کابینت‌ها و شرایط ایمن تجهیزات، هم ایمن تر و هم کارآمد تر کرده‌است. تصویربرداران حرارتی می‌توانند با استفاده از این تجهیزات هم تصاویر کیفی و هم اندازه‌گیری‌های کمی مادون قرمز را انجام دهند. به منظور اطمینان از از صحت تصاویر کمی مهم است که درک خوبی از متغیرهای دیگری که در محیط می‌تواند موجبات خطای اندازه‌گیری را به وجود آورد، داشت.
در حقیقت موارد زیادی برای دقت و تفکر در اندازه‌گیری کمی وجود دارد. علاوه بر ضریب تابش، بازتابش، رطوبت، فاصله و زاویه دوربین، دستیابی به اندازه‌های دمای قابل اطمینان بسیار مهم است. زمانی که یک بازرسی مادون قرمز در حضور پنجره مادون قرمز اجرا می‌شود، تنظیمات ناصحیح ضریب عبور پنجره در دوربین می‌تواند تأثیر بزرگی بر قرائت دمای ظاهر شده و محاسبات تصحیحDt به دنبال داشته باشد.
متغیرهای اضافی باعث می‌شود که اندازه‌گیری‌های کمی از میان پنجره مادون قرمز چالش‌برانگیز باشد. برخی از این متغیرهای اضافی شامل، دمای واقعی پنجره، حداقل فاصل فوکوس دوربین و در واقع ضریب تابش واقعی هدف هستند.